# Chiromantis samkosensis
Chiromantis samkosensis är en groddjursart som beskrevs av Grismer, Thy, Chav och Holden 2007. Chiromantis samkosensis ingår i släktet Chiromantis och familjen trädgrodor. IUCN kategoriserar arten globalt som otillräckligt studerad. Inga underarter finns listade i Catalogue of Life.